# 筆坂秀世
筆坂 秀世（ふでさか ひでよ、1948年〈昭和23年〉2月28日 - ）は、日本の政治評論家。元参議院議員（2期）。
日本共産党中央委員会常任幹部会元委員、同党政策委員長。同党から離党した後は政治家としての活動からは身を引き、北海道根室市納沙布岬のNPO法人望郷の塔（旧・納沙布岬平和の塔）の理事長を務めた。

## 略歴

### 銀行員から政治家へ
1948年（昭和23年）、兵庫県川辺郡六瀬村（現在の猪名川町）柏原の農家に、5人兄弟の末子として生まれる。兵庫県立伊丹高等学校卒業 後、三和銀行（三菱UFJ銀行の前身行）に勤務。その傍ら日本民主青年同盟の活動を経て、日本共産党に入党。筆坂自身と同じ銀行員という経歴を持つ作家の小林多喜二を尊敬していたことも、日本共産党の活動に尽力していく要因となった。
三和銀行を25歳で退職し、日本共産党国会議員秘書となる。旧中選挙区東京一区候補、政策宣伝委員会責任者を経て、1995年（平成7年）に比例区より参議院議員初当選。政策委員長となり、書記局長市田忠義の病気により書記局長代行を兼務した。「日本共産党のナンバー4」と目されたこともあった。
党派は違うが野田聖子とは1998年頃に意気投合して連絡先を交換し合い、以降親交を深めた。後のセクハラ騒動の際も電話で気遣ってもらったという。2018年の記事では「自分の弔辞を読んでほしい」とまで話していた。

### 筆坂事件から離党まで
参議院議員2期目の任期途中の2003年6月、セクシャルハラスメントを疑われたことをきっかけとして議員辞職。中央委員罷免、それに伴って中央委員から選ばれる幹部会委員・常任幹部会委員の役職も失った。ただし、刑事事件化していないこともあり、真相は不明となっている。
処分はさまざまな臆測を呼ぶこととなる。後に筆坂は、『週刊新潮』や新潮新書の著書『日本共産党』の中でこの件について語っている。
筆坂は著書において党の処分ははじめ「警告」にとどめることが決まっていたが、中央委員会総会で問題にするとの匿名ファクスに慌てた上級幹部らが覆し、議員辞職・党役職解任に至ったと主張している。
その後、中央委員会政策委員会に勤務員として復帰。機関誌『前衛』に「反省文」（後に本人は「反省文を書かざるを得なくなり下手に出た」との論調を取っている）とともに経済に関する論文を掲載するも2005年7月に日本共産党を離党した。
共産党側は、「この際に筆坂は反党的言動は取らない旨を党に対し行った」、「不破哲三に『なぜマスコミに自分の離党を伝えたのか。プライバシー侵害だ』と批判する電話をかけた」と主張している。

### 見解を書籍で発表
「セクハラ事件」や党内事情について、自身の見解を論述した『日本共産党』を出版。事件については、結局は党内の派閥抗争であり、自分がそれに敗れただけだという見解を示している。その他、自身が在籍した当時の党内事情についての具体的な記述や党名・路線・政策の変更、民主党への譲歩などの提言がなされている。これに対し不破哲三を始め党幹部は反論文 を発表し、事実誤認が著しいと激しく批判した。筆坂の出演するテレビ番組に対しても「筆坂のみを一方的に出演させた」として抗議を申し入れた。

### 保守論客への転向
著書『日本共産党』では「党への愛着」が残っているような記述も見えたが、2006年（平成18年）6月には、保守系オピニオン誌『正論』に寄稿し日本共産党の体質を批判、財界団体からも講師として呼ばれるなど、元政策秘書で党を除籍された篠原常一郎らとともに反共産党の主張を繰り返している。参議院選挙を控えた2007年5月、村上正邦・平野貞夫と共に『参議院なんかいらない』を出版した。
その後、NPO法人望郷の塔を設立し、いわゆる北方領土返還運動にも関与する。
2007年には新右翼系団体一水会最高顧問（当時）の鈴木邦男と共に『私たち、日本共産党の味方です。』という書籍を出し、8年後の2015年には『日本共産党と中韓 左から右へ大転換してわかったこと』を出版している。
2016年には世界平和統一家庭連合 (統一教会) 世日クラブ（会長＝近藤讓良・近藤プランニングス代表取締役）が主催の第167回定期講演会で「『民共』協力と参院選の行方」をテーマに講演。以降、世界日報およびビューポイントに数回にわたり記事を寄稿している。

## 著書

### 単著
- 『日本共産党』（2006年4月、新潮新書/新潮社）ISBN 978-4106101649
- 『悩める日本共産党員のための人生相談』（2008年11月、新潮社）ISBN  9784103131519
- 『論戦力』（2009年4月、祥伝社新書/祥伝社）ISBN 9784396111571
- 『日本共産党と中韓 〜左から右へ大転換してわかったこと〜』（2015年6月8日、ワニブックス）ISBN 978-4-8470-6562-0
- 『野党という病い』（2016年6月9日、イースト新書/イースト・プレス）ISBN 978-4-7816-5068-5
- 『日本共産党の最新レトリック』（2019年7月、産經新聞出版）ISBN 978-4819113687

### 共著
- 『私たち、日本共産党の味方です。』（鈴木邦男との共著）情報センター出版局、2007年5月、ISBN 4795847126
- 『参議院なんかいらない』（幻冬舎新書041）（村上正邦・平野貞夫との共著）幻冬舎、2007年5月、ISBN 9784344980402
- 『自民党はなぜ潰れないのか 激動する政治の読み方』（幻冬舎新書066）（村上正邦・平野貞夫との共著）幻冬舎、2007年11月、ISBN 9784344980655
- 『どん底の流儀』情報センター出版局、元特捜検事・田中森一との対談集、2008年2月、ISBN 9784795836037
- 『日本共産党vs．部落解放同盟』（モナド新書/にんげん出版） 宮崎学共著 2010年10月 ISBN 9784931344297
- 『日本共産党 本当に変わるのか!? 国民が知らない真実を暴く』（ViewP BOOKS/世界日報社）田村重信との対談集、2016年5月25日、ISBN 978-4-88201-093-7
- 『大手メディアがなぜか触れない 日本共産党と野党の大問題』（清談社Publico）上念司共著、2019年7月3日、ISBN 978-4-909979-01-8

### 寄稿
- 「国財界の根深い対米従属と憲法改悪路線の淵源をえぐる」（前衛2005年2月号 No.787、日本共産党中央委員会出版局「前衛」）
- 「財界は日本をどう変えようとしているのか―財界戦略の背景とねらいをさぐる」（前衛2004年12月号 No.785。日本共産党中央委員会出版局）
- 筆坂秀世「特別手記 日本共産党への「弔辞」」『週刊新潮』50（37）（通号2515）、新潮社、44 - 48ページ、2005年。
- 筆坂秀世・有田芳生「赤い共産党の黒い内幕(下)北朝鮮拉致問題で犯した「罪」」『週刊朝日』111(23) （通号 4749）、朝日新聞社、129 - 131ページ、2006年。
- 筆坂秀世・有田芳生「2人の料理人を抱える不破議長の生活、会議で口を閉ざす志位委員長… 赤い共産党の黒い内幕(上) 」『週刊朝日』111(22) (通号 4748)、朝日新聞社、22〜 - 5ページ、2006年。
- 筆坂秀世・佐藤優「（特別対談）度し難きかな、共産党と外務省：その共通性を斬る(上)」『月刊正論』7月号（通号412）、産經新聞社、54 - 69ページ、2006年。

## 出演
- 朝まで生テレビ!
- そこまで言って委員会NP（たかじんのそこまで言って委員会）[一次資料 3]
- サンデープロジェクト
- 日曜討論
- 日本文化チャンネル桜
- 文化人放送局